# Parti démocratique suisse
Le Parti démocratique (DEM) est un ancien parti politique suisse qui exista dans la plupart des cantons entre 1867 et 1971. À la suite de la révision totale de la Constitution suisse en 1874, le Mouvement démocratique avait atteint ses buts et fut dissous. Cependant, les liens politiques continuèrent d'exister notamment entre certains de ses membres et le Parti démocratique fut fondé.

## Orientations
Le Parti démocratique était un parti patriote, prônait l'idée de démocratie directe, l'interventionnisme, le monopole public, tout en rejetant la lutte des classes. En même temps, le Parti démocratique prônait des réformes sociales. Finalement, il s'opposait au Kulturkampf.

## Histoire
Des sections se fondèrent en 1867 à Zurich, puis en 1888 à Saint-Gall, en Thurgovie en 1891, à Glaris en 1902 et en Appenzell Rhodes-Extérieures en 1906.
Dans d'autres cantons, comme en Argovie, à Bâle-Ville et à Schaffhouse, les sections du Mouvement démocrate rejoignent le Parti radical-démocratique.